# Windsbach

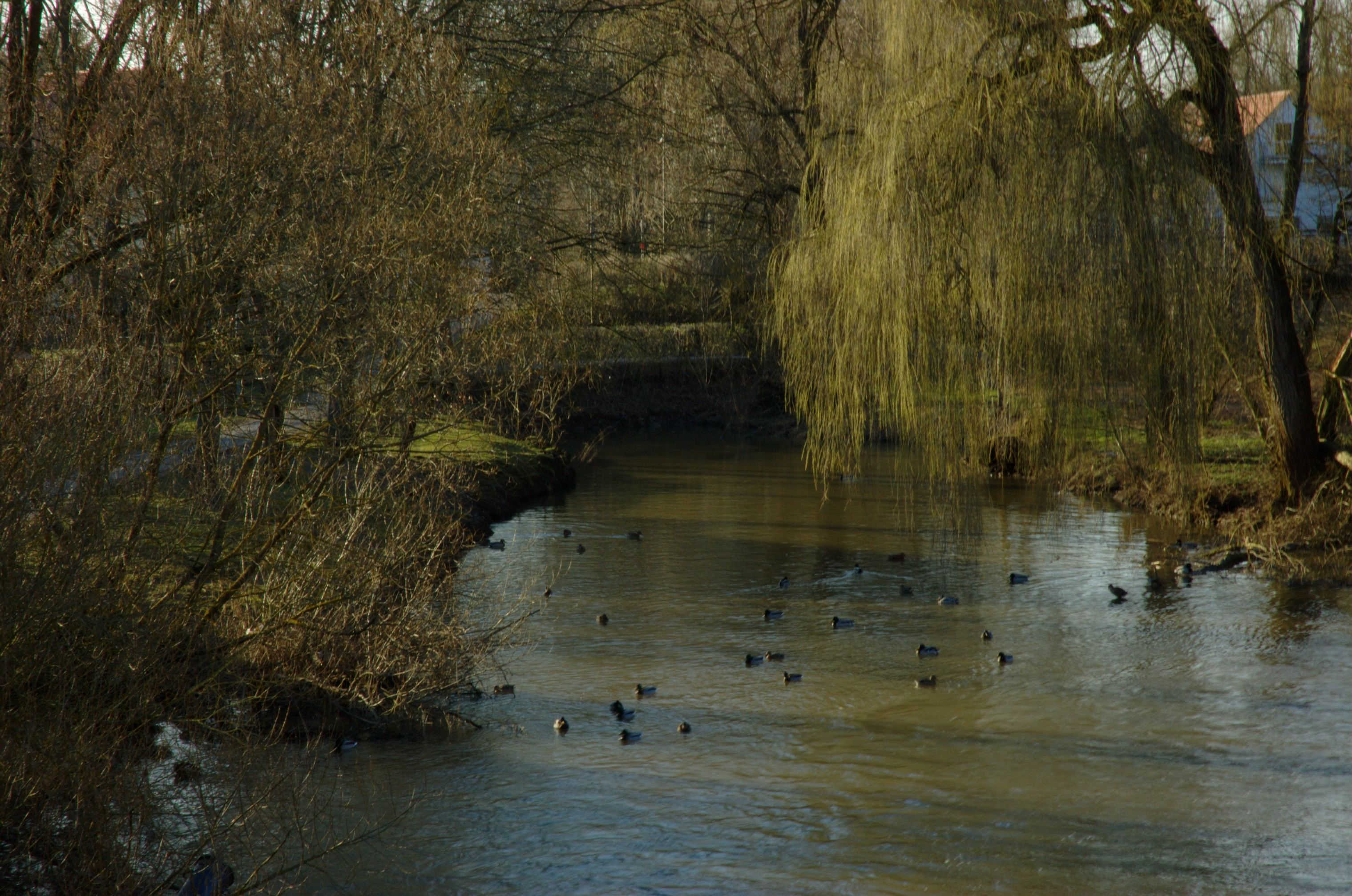
Die Rezat bei Windsbach

Windsbach ([ˈvɪnt͡sbax] , fränkisch: Winschba) ist eine Stadt im mittelfränkischen Landkreis Ansbach und zählt zur Metropolregion Nürnberg.

## Geographie

### Geographische Lage
Windsbach liegt im Rangau, 20 Kilometer östlich der Kreisstadt Ansbach und 40 Kilometer südwestlich von Nürnberg. Durch das Gemeindegebiet fließen die Fränkische Rezat, die Aurach, Nebenflüsse der Rezat (rechts: Hopfengraben, Seeleingraben, Erlbach; links: Wernsbach, Schwalbenbach, Goldbach), Nebenflüsse der Aurach (rechts: Watzendorfer Bach, Almesbach, Kettersbach; links: Lanzenbach, Klingengraben).
Die höchsten Erhebungen sind der Rötelbuck (441 m ü. NHN) östlich von Brunn, der Kellerberg (432 m ü. NHN) südwestlich von Windsbach und der Goldberg (420 m ü. NHN) nördlich von Untereschenbach. Der tiefste Punkt findet sich bei Untereschenbach mit 374 m ü. NHN. Die Prünst ist das größte zusammenhängende Waldgebiet. Es liegt in dem Flurgebiet Auf dem Sand und erstreckt sich zwischen Windsbach und Ismannsdorf. An diesem schließen sich im Süden das Seeleinshölzlein und das Seehölzlein an. Nördlich von Moosbach und westlich von Suddersdorf erstreckt sich das Waldgebiet Brand.

### Gemeindegliederung
Es gibt 29 Gemeindeteile (in Klammern ist der Siedlungstyp angegeben):
- Bertholdsdorf (Pfarrdorf)
- Brunn (Dorf)
- Buckenmühle (Einöde)
- Elpersdorf bei Windsbach (Dorf)
- Hergersbach (Dorf)
- Hölzleinsmühle (Einöde)
- Hopfenmühle (Einöde)
- Ismannsdorf (Dorf)
- Kettersbach (Dorf)
- Kitschendorf (Dorf)
- Kugelmühle (2012 abgebrochen)
- Lanzendorf (Dorf)
- Leipersloh (Dorf)
- Moosbach (Dorf)
- Neuses (Dorf)
- Retzendorf (Dorf)
- Sauernheim (Dorf)
- Schwalbenmühle (Einöde)
- Speckheim (Dorf)
- Suddersdorf (Dorf)
- Thonhof (Einöde)
- Untereschenbach (Kirchdorf)
- Veitsaurach (Pfarrdorf)
- Waldhaus (Einöde)
- Wernsmühle (Dorf)
- Windsbach (Hauptort)
- Winkelhaid (Dorf)
- Winterhof (Einöde)
- Wolfsau (Weiler)

Der Hauptort Windsbach gliedert sich in die Obere und Untere Vorstadt, das Industriegebiet Fohlenhof, Fallhaus und Bergmichl. Wernsmühle, Moosbach und Retzendorf sind mit dem Hauptort weitestgehend zusammengewachsen. Ehemalige Gemeindeteile, nunmehr Wüstungen, sind Grünthalhof (wurde nach 1818 nicht mehr erwähnt) und die Kugelmühle (2012 abgerissen).
Es gibt auf dem Gemeindegebiet die Gemarkungen Bertholdsdorf, Brunn, Elpersdorf, Hergerbach, Ismannsdorf, Moosbach, Retzendorf, Sauernheim, Suddersdorf, Untereschenbach, Veitsaurach, Wernsbach (Gemarkungsteil 1), Windsbach und Winkelhaid. Die Gemarkung Windsbach hat eine Fläche von 5,989 km². Sie ist in 2439 Flurstücke aufgeteilt, die eine durchschnittliche Flurstücksfläche von 2455,35 m² haben. In ihr liegt neben dem namensgebenden Ort der Gemeindeteil Schwalbenmühle.

### Nachbargemeinden
| Neuendettelsau      | Heilsbronn                                  | Kammerstein, Rohr |
| Lichtenau           | Kompassrose, die auf Nachbargemeinden zeigt | Abenberg          |
| Wolframs-Eschenbach | Mitteleschenbach                            | Spalt             |

## Geschichte
Nach Georg Rusam erfolgte die Kolonisierung dieses Gebietes Ende des 8. Jahrhunderts. Wegen des sandigen Bodens schritt die Besiedelung nur langsam voran. Im Jahre 1130 wurde der Ort als Windesbach erstmals urkundlich erwähnt. Der Ortsname enthält den Personennamen Winid, der als Gründer des Ortes angesehen werden kann. 1278 wurden Windsbach die Stadtrechte verliehen. Die Burggrafen von Nürnberg erwarben 1292 erste Güter in Windsbach und konnten ihren Besitz im Ort 1400 vergrößern.
Seit dem 14. Jahrhundert war Windsbach Sitz eines Oberamtes des Fürstentums Ansbach.
Im 16-Punkte-Bericht des Oberamts Windsbach aus dem Jahr 1608 wurden für Windsbach 77 Mannschaften verzeichnet, wovon 10 Mannschaften außerhalb der Stadtmauern lebten. 76 Anwesen unterstanden dem Kastenamt Windsbach, 1 Anwesen dem Verwalteramt Merkendorf. Außerdem gab es ein Amtshaus, zwei adelige Freihäuser, Rathaus, Schul- und Mesnerhaus, Kaplanhaus, Pfarrhaus und 2 Hirtenhäuser. Das Hochgericht übte das brandenburg-ansbachische Kasten- und Stadtvogteiamt Windsbach aus.
Während und nach dem Dreißigjährigen Krieg wurde die Stadt und ihr Umland zu einem wichtigen Ansiedlungsraum evangelischer Glaubensvertriebener aus Österreich, die hier eine neue Heimat fanden und deren Nachkommen bis heute hier ansässig sind.
Das Oberamt Windsbach wurde 1750 durch das erst 1741 entstandene Oberamt Heilsbronn vergrößert. Ab 1791/92 wurde das Fürstentum Ansbach von dem preußischen Staat als Ansbach-Bayreuth verwaltet. Damit ging das Oberamt Windsbach in dem Ansbacher Kreis auf.
Gegen Ende des 18. Jahrhunderts gab es in Windsbach 155 Anwesen. Das Hochgericht und die Stadtherrschaft übte das Kasten- und Stadtvogteiamt Windsbach aus. Alle Anwesen hatten Brandenburg-Ansbach als Grundherrn (Kastenamt Windsbach: 153, Kapellamt Windsbach: 1, Verwalteramt Merkendorf: 1). Innerhalb der Stadtmauern gab es 101 Anwesen, in der Vorstadt 54. Daneben gab es herrschaftliche, kommunale und kirchliche Gebäude. Von 1797 bis 1808 unterstand der Ort dem Justiz- und Kammeramt Windsbach.
Im Jahre 1806 kam Windsbach an das Königreich Bayern. Im Rahmen des Gemeindeedikts wurde 1808 der Steuerdistrikt Windsbach gebildet, zu dem Fallhaus, Schwalbenmühle, Wernsmühle gehörten. Die Munizipalgemeinde Windsbach wurde 1810 gegründet und war deckungsgleich mit dem Steuerdistrikt. Sie war in Verwaltung und Gerichtsbarkeit dem Landgericht Heilsbronn zugeordnet und in der Finanzverwaltung dem Rentamt Windsbach. Von 1862 bis 1879 gehörte Windsbach zum Bezirksamt Heilsbronn, ab 1880 zum Bezirksamt Ansbach (1939 in Landkreis Ansbach umbenannt) und zum Rentamt Heilsbronn (1919–1929: Finanzamt Heilsbronn, seit 1929: Finanzamt Ansbach). Die Gerichtsbarkeit blieb beim Landgericht Heilsbronn (1879 in Amtsgericht Heilsbronn umbenannt), seit 1956 ist das Amtsgericht Ansbach zuständig. Die Gemeinde hatte 1964 eine Gebietsfläche von 5,890 km².
Zwischen 1954 und 1958 fand die Umgemeindung der Wernsmühle von Windsbach nach Wernsbach statt.

### Eingemeindungen
Im Zuge der Gebietsreform in den 1970er Jahren fanden folgende Eingemeindungen statt:
| Ehem. Gemeinde           | Einwohner (1970) | Eingemeindungs- datum | Bemerkungen |
| ------------------------ | ---------------- | --------------------- | --- |
| Bertholdsdorf            | 252              | 1. Mai 1978           | mit Kitschendorf und Winterhof |
| Brunn                    | 260              | 1. Januar 1972        | mit Leipersloh und Kettersbach |
| Elpersdorf bei Windsbach | 122              | 1. Januar 1972        | mit Kugelmühle |
| Hergersbach              | 096              | 1. Juli 1972          | |
| Ismannsdorf              | 180              | 1. Juli 1972          | mit Speckheim |
| Moosbach                 | 117              | 1. Januar 1972        | |
| Retzendorf               | 095              | 1. Januar 1972        | mit Wolfsau und Hölzleinsmühle |
| Sauernheim               | 131              | 1. Januar 1974        | mit Hopfenmühle |
| Suddersdorf              | 144              | 1. Juli 1973          | mit Waldhaus |
| Untereschenbach          | 171              | 1. Juli 1972          | |
| Veitsaurach              | 382              | 1. Mai 1978           | mit Lanzendorf und Buckenmühle |
| Wernsbach                | 372              | 1. Januar 1972        | Eingliederung von Neuses und des Restes von Wernsmühle (238 der 372 Einwohner), Umgliederung des Ortes Wernsbach nach Neuendettelsau |
| Winkelhaid               | 110              | 1. Juli 1972          | mit Thonhof |

### Einwohnerentwicklung
Im Zeitraum 1988 bis 2018 stieg die Einwohnerzahl von 5033 auf 6018 um 985 Einwohner bzw. um 19,6 %.
Gemeinde Windsbach
| Jahr      | 1818   | 1840   | 1852   | 1861   | 1867   | 1871   | 1875   | 1880   | 1885   | 1890   | 1895   | 1900   | 1905   | 1910   | 1919   | 1925   | 1933   | 1939   | 1946   | 1950   | 1961   | 1970   | 1987   | 1995 | 2005 | 2015   |
| Einwohner | 976    | 1363   | 1350   | 1343   | 1525   | 1483   | 1460   | 1521   | 1562   | 1556   | 1623   | 1583   | 1575   | 1645   | 1686   | 1614   | 1708   | 1710   | 2936   | 3035   | 2877   | 2869   | 4973   | 5825 | 6182 | 6094   |
| Häuser    | 178    | 183    | 222    |        |        | 229    |        |        | 247    | 246    |        | 257    |        |        |        | 292    |        |        |        | 339    | 466    |        | 1267   |      |      | 1665   |
| Quelle    | [ 24 ] | [ 25 ] | [ 26 ] | [ 27 ] | [ 28 ] | [ 29 ] | [ 30 ] | [ 31 ] | [ 32 ] | [ 33 ] | [ 34 ] | [ 35 ] | [ 34 ] | [ 36 ] | [ 34 ] | [ 37 ] | [ 34 ] | [ 34 ] | [ 34 ] | [ 38 ] | [ 18 ] | [ 39 ] | [ 40 ] |      |      | [ 41 ] |

Ort Windsbach
| Jahr      | 001818 | 001840 | 001852 | 001861 | 001871 | 001885 | 001900 | 001925 | 001950 | 001961 | 001970 | 001987 | 002011 |
| Einwohner | 949    | 1330   | 1317   | 1315   | 1455   | 1535   | 1558   | 1588   | 3021   | 2873   | 2862   | 2847   | 3607   |
| Häuser    | 174    | 178    | 218    |        |        | 242    | 253    | 288    | 336    | 465    |        | 730    |        |
| Quelle    | [ 24 ] | [ 25 ] | [ 26 ] | [ 27 ] | [ 29 ] | [ 32 ] | [ 35 ] | [ 37 ] | [ 38 ] | [ 18 ] | [ 39 ] | [ 40 ] | [ 42 ] |

## Politik

### Stadtrat
Der Stadtrat hat einschließlich des Ersten Bürgermeisters 21 Mitglieder:

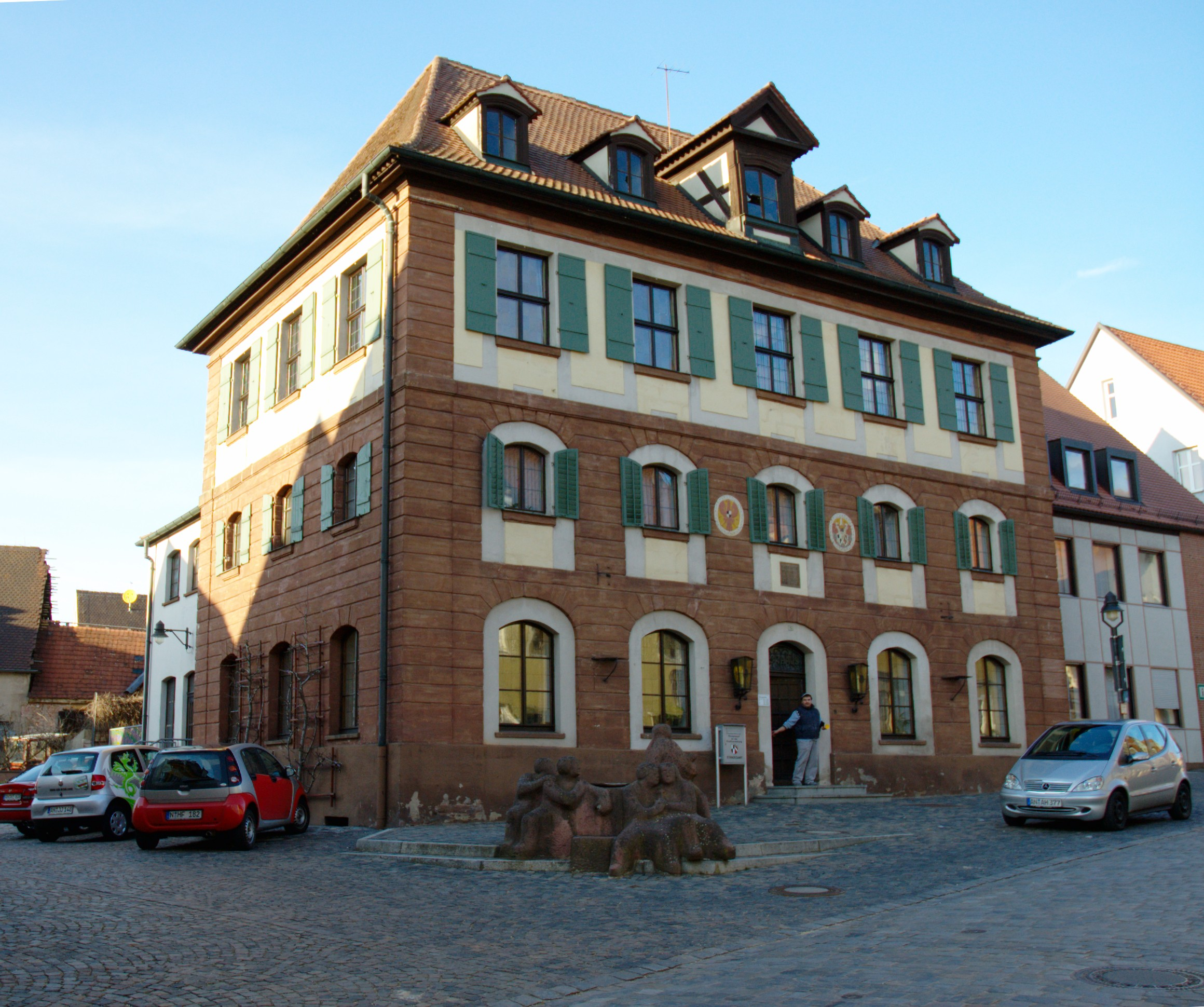
Rathaus Windsbach

| Partei / Liste                             | Sitze 2020 | Sitze 2014 |
| SPD/Unabhängige Wähler                     | 5          | 5          |
| CSU/Engagierte Bürger                      | 5          | 5          |
| Wählergemeinschaft Windsbach-Umland        | 7          | 5          |
| Grüne                                      | 3          | 2          |
| Freie Wähler/Windsbacher Bürgerblock (WBB) | –          | 3          |

### Bürgermeister
- Erster Bürgermeister: Matthias Seitz (SPD/UW)
- Zweiter Bürgermeister: Norbert Kleinöder (Umland)
- Dritter Bürgermeister: Karl Schuler (SPD)[44]

Seitz wurde am 16. März 2014 mit 54,61 % der Stimmen gewählt, gefolgt von Norman Blevins (CSU) und Nicolette Seeghitz (FW). Am 15. März 2020 wurde Seitz im Amt bestätigt.

### Wappen und Flagge
Wappen
| Wappen von Windsbach | Blasonierung: „Gespalten; vorne geviert von Silber und Schwarz, hinten in Rot ein silberner Schrägwellenbalken.“ |
| Wappen von Windsbach | Wappenbegründung: Der gevierte Zollernschild steht für die Burggrafen von Nürnberg, die zwischen 1281 und 1292 begannen, Güter in Windsbach zu erwerben. Der Schrägwellenbalken steht für die Fränkische Rezat. Als Landstadt der Hohenzollern führte Windsbach seit 1402 nur den gevierten Zollernschild mit dem Brackenkopf als Helmzier in seinen Siegeln. In einem Siegel von 1610 erscheint es erstmals als Doppelwappen, das Markgraf Joachim Ernst von Brandenburg-Ansbach 1614 mit einem Wappenbrief bestätigte: Rechts die Vierung und links in Rot ein schräglinker grüner Wellenbalken. Seit der Bürgermeistermedaille von 1819 stehen beide Wappen in einem Schild und der Wellenbalken in Silber. |

Flagge
Windsbach hat eine rot-weiße Gemeindeflagge.

### Raumordnung
Von 2004 bis 2016 gehörte Windsbach zur Kommunalen Allianz (Komm,A). Weitere Mitglieder waren Bruckberg, Dietenhofen, Heilsbronn, Neuendettelsau und Petersaurach. 2016 entstand die Allianz Kernfranken durch den Zusammenschluss von Komm,A und LiSa (Lichtenau, Sachsen bei Ansbach). Kernfranken ist ein Integriertes ländliches Entwicklungskonzept. Seit 2016 bilden die ehemaligen Unterzentren Neuendettelsau, Heilsbronn und Windsbach gemeinsam ein Mittelzentrum.

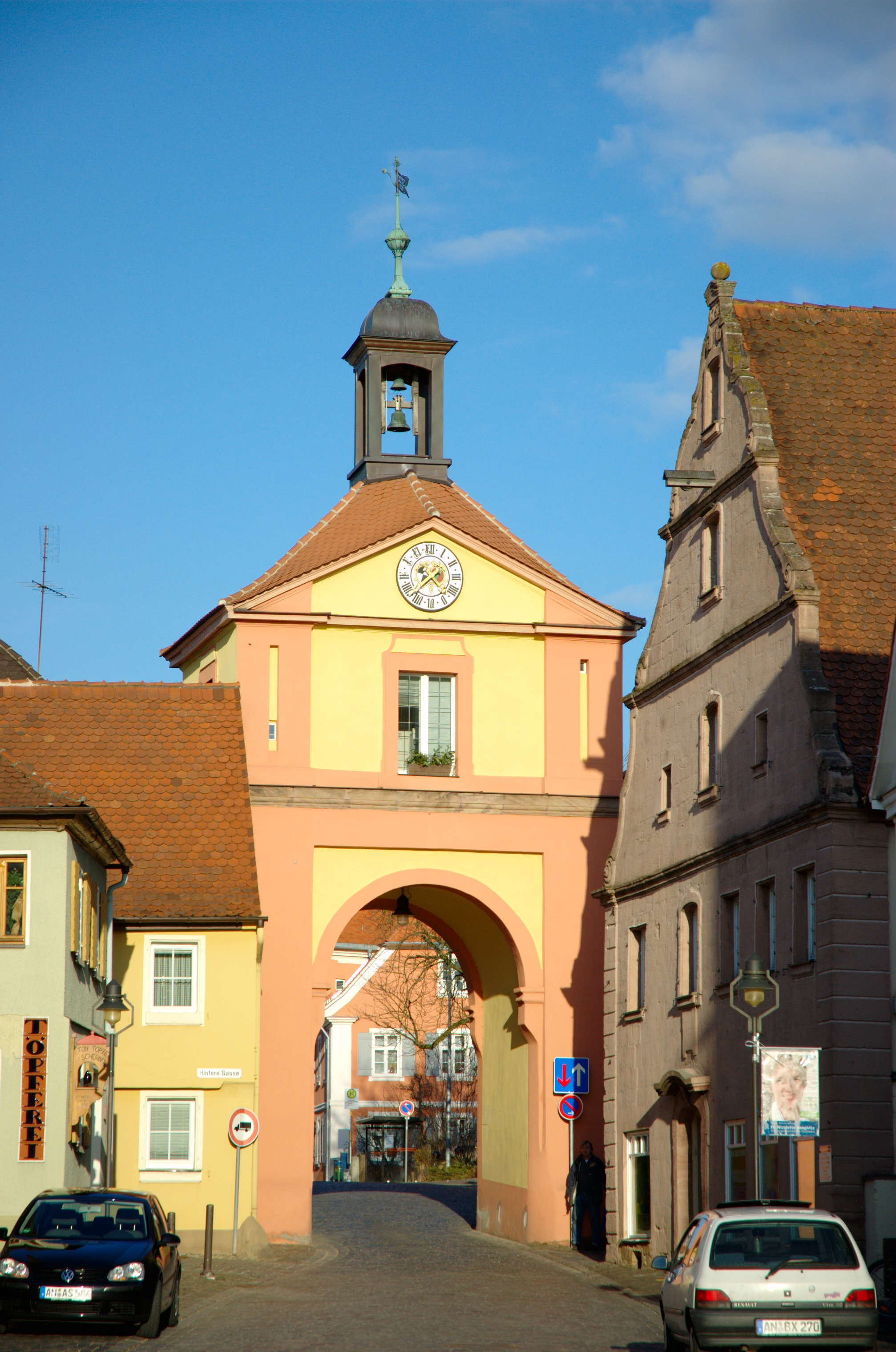
Oberes Tor

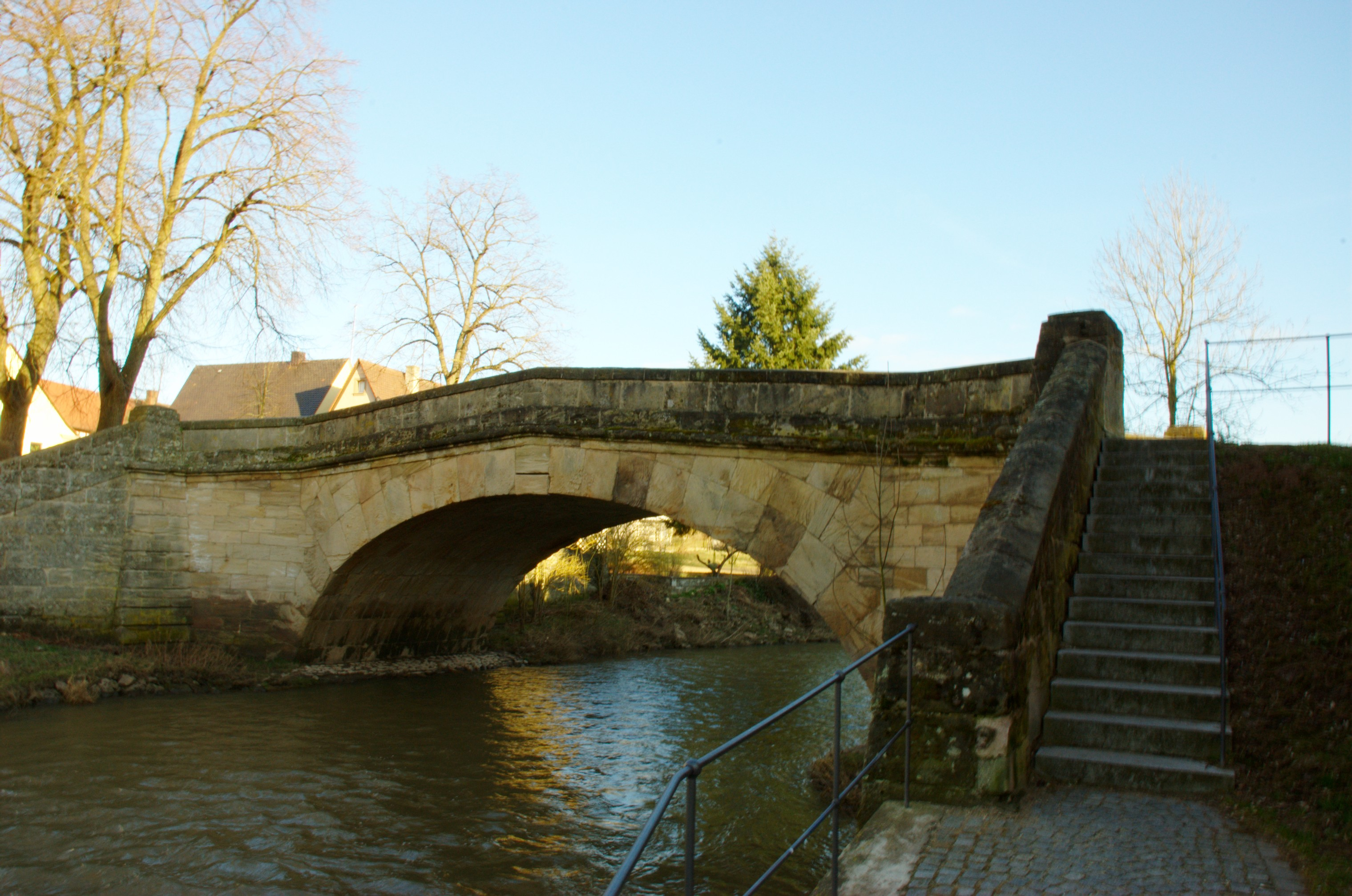
Markgrafenbrücke

## Kultur und Sehenswürdigkeiten

### Knabenchor
1946 gründete Hans Thamm in Windsbach den inzwischen international bekannten Windsbacher Knabenchor in der Tradition des Dresdner Kreuzchors. Von 1978 bis Januar 2012 wurde der Chor von Karl-Friedrich Beringer geleitet. Von 2012 bis 2022 war Martin Lehmann Chorleiter. Zum 1. September 2022 übernahm Ludwig Böhme die Leitung des Windsbacher Knabenchors.

### Bauwerke
Von den ehemals fünf Türmen und der Stadtmauer stehen nur noch das Obere (Schwabacher Tor) und das Untere Tor (Brückentor) sowie Teile der Stadtbefestigung. Um den Stadtturm aus dem 13. Jahrhundert, der auf Voranmeldung als Aussichtsturm bestiegen werden kann, erkennt man die zweite Verteidigungsanlage, die Amtsburg. Am Kirchplatz steht die ehemalige dritte Verteidigungsanlage, die Kirchenburg. Die Stadtkirche St. Margareta, erbaut 1730, ersetzte die Vorgängerkirche aus der Zeit um 800.
Das Rathaus, das von 1748 bis 1752 erbaut wurde, bildet den Mittelpunkt der historischen Altstadt. Daneben befand sich das alte Schloss, das 1736 abgerissen wurde. In den Jahren 1737 und 1738 wurde an dieser Stelle das Rentamt gebaut. Die Pläne stammten von dem Hofbaudirektor Leopoldo Retti und dem jungen Landbauinspektor Johann David Steingruber. Das Gebäude diente als Finanzamt und Sitz der Amtmänner. 2003 und 2004 wurde das Rentamt grundlegend restauriert. Zurzeit wird das Gebäude unter anderem von der Musikschule Rezat-Mönchswald genutzt.
Ein besonderes Kleinod ist die Gottesruhkapelle St. Stephan, erbaut um 1400 vom Amtmann Ritter von Hellberg, mit Freskenmalereien um 1430.
Von 1790 bis 1792 wurde eine Gewölbebrücke aus Sandstein über die Fränkische Rezat errichtet, die sogenannte Markgrafenbrücke. 1992 wurde dieses Baudenkmal grundlegend saniert.

## Verkehr
Die Staatsstraße 2223 führt zur Anschlussstelle Lichtenau (AS 53) der A 6 (8 km nordwestlich) bzw. über Elpersdorf und Untereschenbach nach Wassermungenau zur Bundesstraße 466 (5,5 km südöstlich). Die Staatsstraße 2410 führt über Reuth zur Anschlussstelle Neuendettelsau (AS 54) der A 6 (6,7 km nordwestlich). Die Staatsstraße 2220 führt an Hergersbach vorbei und die B 466 kreuzend nach Abenberg (9,5 km östlich) bzw. über Ismannsdorf nach Wolframs-Eschenbach (8 km südwestlich). Die Kreisstraße AN 15 führt über Gersbach nach Mitteleschenbach (4,5 km südlich) bzw. nach Moosbach (1,5 km nordöstlich). Gemeindeverbindungsstraßen führen nach Retzendorf (0,9 km südöstlich) und nach Wernsmühle (0,8 km nordwestlich).
Windsbach ist Endpunkt der Bahnstrecke Wicklesgreuth–Windsbach, auf der die Linie RB 91 verkehrt. In Wicklesgreuth besteht Anschluss an den RE 90 (Nürnberg–Stuttgart) und an die S 4 (Nürnberg–Crailsheim). Der Bahnhof in Windsbach wurde 1894 erbaut.
Durch Windsbach verläuft der Fernwanderweg Theodor-Bauer-Weg.

## Bildungseinrichtungen
- Volksschule Windsbach, Grund und Mittelschule
- Johann-Sebastian-Bach-Gymnasium Windsbach
- Musikschule Rezat Mönchswald

## Persönlichkeiten

### Ehrenbürger
- Johann Jungmaier, Altbürgermeister
- Hans Thamm (1921–2007), Gründer des Windsbacher Knabenchores

### Söhne und Töchter der Stadt
- Wilhelm Stettner (1868–1947), Bürgermeister von Zirndorf
- Leonhard Murr (1896–1967), MdB der FDP, Landwirt und Kartoffelzüchter
- Gottfried Koller (1902–1959), Zoologe, Biologe und Hochschullehrer
- Karl Steinbauer (1906–1988), evangelisch-lutherischer Theologe und Mitglied der Bekennenden Kirche
- Michael Foerster (* 1943), Hochschullehrer und Ophthalmologe
- Christa Götz (* 1948), ehemalige Landtagsabgeordnete der CSU im Bayerischen Landtag und Landwirtin

### Personen, die mit der Stadt in Verbindung stehen
- Christian Philipp Heinrich Brandt (1790–1857), Dekan von Windsbach
- Karl Dunz (1917–2020), Buchautor und ehemaliger Bürgermeister der Stadt Windsbach
- Emanuel Vogt (1925–2007), Komponist, ehemaliger Stadt- und Bezirkskantor sowie Kirchenmusikdirektor in Windsbach
- Klaus Schlicker (* 1967), Dekan von Windsbach

### Monographien
- Maria Tabea Armanski-Dauscher: Die Straße meiner Kindheit. 1995, 2. Auflage 2000.
- Hansjörg Dodenhöft: Von der städtischen Lateinschule zum Johann-Sebastian-Bach-Gymnasium, 475 Jahre höhere Schulbildung in Windsbach, Windsbach 2012.
- Hansjörg Dodenhöft: Das Windsbacher Progymnasium in den Jahren 1898 bis 1946, Eine Suche nach Spuren in unruhigen Zeiten, 2018, Windsbach 2018.
- Hansjörg Dodenhöft: Per aspera ad astra, Festschrift anlässlich der Wiedereröffnung des Progymnasiums Windsbach 1946, Windsbach 2022
- Karl Dunz: Schicksal der Juden in Windsbach. Freimund-Druckerei, Neuendettelsau 1947.
- Karl Dunz: Windsbach – Heimat und Kulturgeschichte der Stadt mit allen Ortsteilen. Neuendettelsau 1985, OCLC 633891512.
- Johann Friedrich Frischeisen: … und dann kamen die Amerikaner: Windsbach vor und nach der Stunde Null – Rückblick eines damals Zehnjährigen. Nürnberg 1986.
- Johann Friedrich Frischeisen (Hrsg.): Winsbeke: der Windsbacher Beitrag zum Minnesang des Hochmittelalters. Regensburg 1994.
- Manfred Jehle: Ansbach: die markgräflichen Oberämter Ansbach, Colmberg-Leutershausen, Windsbach, das Nürnberger Pflegamt Lichtenau und das Deutschordensamt (Wolframs-)Eschenbach (= Historischer Atlas von Bayern, Teil Franken. I, 35). Kommission für bayerische Landesgeschichte, München 2009, ISBN 978-3-7696-6856-8.
- Johann Jungmaier: Das Städtchen Windsbach und seine Geschichte. Roth 1938.
- Eberhard Krauß: Exulanten im Evang.-Luth. Dekanat Windsbach im 17. Jahrhundert. Eine familiengeschichtliche Untersuchung (= Quellen und Forschungen zur fränkischen Familiengeschichte. Band 19). Gesellschaft für Familienforschung in Franken, Nürnberg 2007, ISBN 978-3-929865-12-7.

### Artikel
- Johann Kaspar Bundschuh: Windsbach. In: Geographisches Statistisch-Topographisches Lexikon von Franken. Band 6: V–Z. Verlag der Stettinischen Buchhandlung, Ulm 1804, DNB 790364328, OCLC 833753116, Sp. 260–261 (Digitalisat).
- Elisabeth Fechter: Die Ortsnamen des Landkreises Ansbach. Inaugural-Dissertation. Erlangen 1955, DNB 480570132, OCLC 872378821, S. 204.
- Günter P. Fehring: Stadt und Landkreis Ansbach (= Bayerische Kunstdenkmale. Band 2). Deutscher Kunstverlag, München 1958, DNB 451224701, S. 154–159.
- Johann Bernhard Fischer: Windspach. In: Statistische und topographische Beschreibung des Burggraftums Nürnberg, unterhalb des Gebürgs, oder des Fürstentums Brandenburg-Anspach. Zweyter Theil. Enthaltend den ökonomischen, statistischen und sittlichen Zustand dieser Lande nach den funfzehen Oberämtern. Benedict Friedrich Haueisen, Ansbach 1790, OCLC 159872968, S. 420–422 (Digitalisat).
- Georg Paul Hönn: Windsbach. In: Lexicon Topographicum des Fränkischen Craises. Johann Georg Lochner, Frankfurt und Leipzig 1747, OCLC 257558613, S. 387 (Digitalisat).
- Georg Muck: Geschichte von Kloster Heilsbronn von der Urzeit bis zur Neuzeit. Band 2. Verl. für Kunstreprod. Schmidt, Neustadt an der Aisch 1993, ISBN 3-923006-90-X, S. 481 (Volltext [Wikisource] – Erstausgabe: Beck, Nördlingen  1879).
- Wolf-Armin von Reitzenstein: Lexikon fränkischer Ortsnamen. Herkunft und Bedeutung. Oberfranken, Mittelfranken, Unterfranken. C. H. Beck, München 2009, ISBN 978-3-406-59131-0, S. 245.
- Konrad Rosenhauer u. a. (Hrsg.): Der Landkreis Ansbach. Vergangenheit und Gegenwart. Verlag für Behörden und Wirtschaft Hoeppner, Aßling-Pörsdorf 1964, DNB 450093387, OCLC 17146040, S. 211–212.
- Gottfried Stieber: Windspach. In: Historische und topographische Nachricht von dem Fürstenthum Brandenburg-Onolzbach. Johann Jacob Enderes, Schwabach 1761, OCLC 231049377, S. 959–970 (Digitalisat).
- Pleikard Joseph Stumpf: Windsbach. In: Bayern. Ein geographisch-statistisch-historisches Handbuch des Königreiches. Zweiter Theil. München 1853, OCLC 643829991, S. 728–729 (Digitalisat).